# Liz Mc Comb
| Liz Mc Comb                               | Liz Mc Comb                               |
| Kattints az alábbi külső linkek egyikére! | Kattints az alábbi külső linkek egyikére! |
| ----------------------------------------- | ----------------------------------------- |
| Nem található szabad kép.(?)              |                                           |
| külső link · jogvédett                    | Liz Mc Comb                               |

Liz McComb (Cleveland (Ohio), 1952. december 1. –)  amerikai gospel- és bluesénekesnő, dalszerző, zongorista.

## Pályakép
Édesapja, aki gyári munkás volt, nagyon fiatalon meghalt. Édesanyja prédikátor volt, egy pünkösdi gyülekezet lelkipásztora. Hét gyermek közül ő volt a hatodik. McComb három éves korában kezdett énekelni. Hegedülni tanult, aztán zongorázni. Clevelandben nőtt fel egy afroamerikai családban, amely eredetileg Mississippiből származott. Három nővérével megalakította a The Daughters of Sion énekegyüttest, amely helyi gyülekezetekben lépett fel.
Csatlakozott a Karamu House Theater iskolájához, és a színtársulatukhoz. Főleg gospeleket énekeltek, a The Staple Singers, Sister Rosetta Tharpe és Mahalia Jackson dalait. Ugyanakkor trombitássá vált bátyja megimertette a dzsessz nagyjaival Louis Armstrongtól Charlie Parkerig, Max Roachig, Nat King Coleig és Sarah Vaughanig.
Tanulmányozta az afroamerikai közösség történetét és kultúráját. Ez az időszak az állampolgári jogokért folytatott harc ideje volt, ami mélyen hatott rá egész életében.
Unokatestvére, Annie Moss támogatásával részt vett a Roots of Rock'n'Roll európai turnéin. Liz McComb ekkor fedezte fel a nagy nemzetközi színpadokat. Rendszeresen turnézott Németországban, Spanyolországban, Franciaországban és Svájcban.
Szenzációt keltett a Montreux-i Jazz Fesztiválon.
Aztán Párizsba költözött. Itt ismerkedett meg Maurice Cullaz dzsesszkritikussal. Irányítása alatt Liz McComb megalapította a „Psalms” kvartettet. Találkozott Gérard Vacher ateista szabadgondolkodó francia producerrel. Ez az állandóan konfliktusos kapcsolat tette Liz McCombot azzá, amivé már régen válhatott volna: gospel szupersztárrá − bálványa, Mahalia Jackson hű követőjévé.
Teltházas koncertjei voltak például a Casino de Paris-ban (ahol ő volt az az afroamerikai énekesnő, aki olyan sikereket ért el, mint addig csak Joséphine Baker), valamint az Olympiában, ahol előtte csak Jimi Hendrix vagy Frank Sinatra volt hozzá mérhetően sikeres).
Másnap pedig sokszor inkognitóban édesanyja aprócska clevelandi templomában gospelt énekelt.
Liz Mc Comb, aki húsz éve európai volt, akkor szinte ismeretlen volt az Egyesült Államokban. Ő képviselte majd az Egyesült Államokat Betlehemben, a Jézus 2000. születésnapjára szervezett koncerten. Más koncertek Palesztinában és Libanonban meggyőzték arról, hogy mindenekelőtt a béke hírnöke legyen.
Valami előérzet kényszerítő hatására New Orleansba repült, és felvette a Spirit of New Orleans lemezt a legjobb helyi zenészekkel; 2005-ben. Már közeledett a Katrina hurrikán.
Nemzedékéből Liz McComb az egyetlen, aki – mint egykori példaképe, Mahalia Jackson – ki tudott menekülni abból a szűkös nacionalizmusból, amely azt állította, hogy a gospel zenét kizárólag amerikaivá tette. Noha hű marad az afroamerikai kulturális és zenei hagyományokhoz, Liz McComb egyre inkább „világpolgárként” fejezi ki magát.

## Albumok
- Acoustic Woman, 1992
- Rock my Soul, 1993
- Live, 1994
- Trilogy Coffret 3 CD
- Time is Now, 1996
- Live à l'Olympia, 1998
- Le Meilleur de Liz McComb, 1998
- The Spirit of New Orleans, 2001
- L'Essentiel/FIRE, 2001
- Soul, Peace & Love, 2007
- The Sacred Concert, 19 Mai 2009

## Videók
- Saint-Augustin – (solo & duo) Paris
- Olympia – Paris – DVD distribution EMI
- Vienne Jazz Festival – 1999 and 2002
- Parc Floral Jazz Festival – Paris
- Eglise de La Madeleine – Paris 1995 and 1996
- Basilique Sainte-Clotilde – Paris
- Eglise des Invalides – Paris
- Eglise Saint-Sulpice 2002 – Paris
- Opéra de Lyon 1994
- Athènes (Acropole)
- Festival de Fes avec l'ARC gospel choir
- Vittoria Jazz festival
- Quai du Blues/Nouvel Obs Event – Paris
- Bethléem 24-12-99
- Music Mania with 3 pianos ensemble
- Palais des Sports de Paris, HD (2007)
- Festival de Coutances, HD (2007)

## Fordítás
Ez a szócikk részben vagy egészben  a   Liz McComb című francia Wikipédia-szócikk ezen változatának fordításán alapul.  Az eredeti cikk szerkesztőit annak laptörténete sorolja fel. Ez a jelzés csupán a megfogalmazás eredetét és a szerzői jogokat jelzi, nem szolgál a cikkben szereplő információk forrásmegjelöléseként.